# Rose-Marie Kirstein
Rose-Marie Kirstein (* 25. Februar 1940 in Berlin; † 8. Januar 1984 in München) war eine deutsche Schauspielerin und Synchronsprecherin.

## Leben
Ihre Schauspielausbildung erhielt Rose-Marie Kirstein bei der UFA. Nach einigen Auftritten in Filmproduktionen wie Hans Quests Kriminalfilm Zwölf Mädchen und ein Mann (mit Gunther Philipp) und Axel von Ambessers Komödie Der Gauner und der liebe Gott (mit Gert Fröbe und Karlheinz Böhm) wurde sie Anfang der 1960er-Jahre einem bundesweiten Publikum durch eine Fernsehrolle bekannt: In der HR-Familienserie Die Familie Hesselbach verkörperte sie ab der Silvestershow 1960 (bis einschließlich Folge 42) die Tochter „Heidi“. In den Folgejahren übernahm sie gelegentlich Gastrollen in anderen Fernsehserien wie Der Kommissar.
Ab 1960 war Rose-Marie Kirstein zudem umfangreich in der Synchronisation tätig und lieh ihre Stimme international bekannten Schauspielerinnen wie Ursula Andress (Rivalen unter roter Sonne), Ingrid Bergman (in der ARD-Neufassung von Casablanca, 1975), Claudia Cardinale (u. a. Ein pikantes Geschenk), Faye Dunaway (u. a. Flammendes Inferno), Carole Lombard (Ein ideales Paar), Sophia Loren (Der Mann von La Mancha) und Raquel Welch (Magic Christian). Einem breiten Publikum ist ihre Stimme auch als erste Synchronstimme von „Lt. Uhura“ (Nichelle Nichols) aus Raumschiff Enterprise bekannt. In der Serie Kobra, übernehmen Sie synchronisierte sie sowohl Barbara Bain als später auch Lynda Day George.
Am 8. Januar 1984 beging Rose-Marie Kirstein, die längere Zeit unter schweren Depressionen gelitten hatte, im Alter von 43 Jahren Suizid.

## Filmografie (Auswahl)
- 1959: Zwölf Mädchen und ein Mann
- 1960: Der Gauner und der liebe Gott
- 1961: Lebensborn
- 1961–1963: Die Familie Hesselbach (Fernsehserie, 23 Folgen)
- 1963: Den Tod in der Hand
- 1964: Gewagtes Spiel (Fernsehserie, Folge Jacqueline)
- 1969: Gestern gelesen (Fernsehserie, 2 Folgen)
- 1971–1975: Der Kommissar (Fernsehserie, verschiedene Rollen, 3 Folgen)
- 1973–1974: Cagliostro (Fernsehdreiteiler)
- 1974: Telerop 2009 – Es ist noch was zu retten (Fernsehserie, Folge Eine Rasse für den Südpol)
- 1977: Um Haus und Hof (Fernsehserie, Folge Sauregurkenzeit)

## Synchronrollen (Auswahl)
Claudia Cardinale
- 1959: Unter glatter Haut als Assuntina Jacovacci
- 1963: Achteinhalb als Claudia
- 1971: Petroleum-Miezen als Marie Sarrazin

Ursula Andress
- 1971: Rivalen unter roter Sonne als Cristina
- 1975: Scaramouche, der Teufelskerl als Josephine Beauharnais

### Filme
- 1936: Für Jean Arthur in Mr. Deeds geht in die Stadt (Neusynchro) als Louise „Babe“ Bennett
- 1947: Für Lucille Ball in Angelockt (Neusynchronisierung) als Sandra Carpenter
- 1948: Für Joanne Dru in Red River
- 1972: Für Cicely Tyson in Das Jahr ohne Vater als Rebecca Morgen
- 1977: Für Caroline Munro in Der Spion,  der mich liebte als  Naomi
- 1982: Für Claudia Cardinale in Ein Pikantes Geschenk als Antonella Dufour

### Serien
- Für Barbara Bain in Kobra, übernehmen Sie als Cinnamon Carter
- Für Nichelle Nichols in Raumschiff Enterprise als Lieutenant Uhura